# Leluthia accepta
Leluthia accepta är en stekelart som först beskrevs av Sergey A. Belokobylskij 1986.  Leluthia accepta ingår i släktet Leluthia och familjen bracksteklar. Inga underarter finns listade i Catalogue of Life.